# Loxobates quinquenotatus
Loxobates quinquenotatus là một loài nhện trong họ Thomisidae.
Loài này thuộc chi Loxobates. Loxobates quinquenotatus được Tord Tamerlan Teodor Thorell miêu tả năm 1895.